# Chhotaputki
Chhotaputki là một census town ở quận Dhanbad ở bang Jharkhand, Ấn Độ.

## Dân số
Theo cuộc điều tra dân số năm 2001 của Ấn Độ,India Chhotaputki có một dân số 6693 người. Nam giới chiếm 55% dân số và nữ giới chiếm 45% dân số. Chhotaputki có một tỷ lệ biết chữ là 54%, thấp hơn mức trung bình của quốc gia là 59,5%; với 63% đàn ông biết chữ và 42% phụ nữ biết chữ. 15% dân số dưới 6 tuổi.